# Полет 825 на „Чайна Еърлайнс“
Полет 825 на „Чайна Еърлайнс“ е редовен международен пътнически полет от летище „Соншан“, Тайпе, Тайван, до летище „Кайтак“, Кайтак, Британски Хонконг, управляван от „Чайна Еърлайнс“. На 20 ноември 1971 г. самолетът „Суд Авиейшън SE-210 Каравел III“, който изпълнява полета, се разпада във въздуха над островите Пенху и убива всички 17 пътници и 8 членове на екипажа на борда. Самолетът е първоначално произведен и доставен за „Суисеър“ през март 1962 г. и в края на април същата година участва в инцидент, докато лети по маршрута на полет 142 на „Суисеър“.
Командването на тайванския гарнизон разследва катастрофата и заключава, че разпадането по време на полет е резултат от експлозия на терористична бомба, но причината за атаката не може да бъда установена.